# ملانی پکسون
ملانی دیان پکسون (به انگلیسی: Melanie Deanne Paxson) زادهٔ ۲۶ سپتامبر ۱۹۷۲ میلادی یک هنرپیشهٔ اهل ایالات متحده ی آمریکا است.

## زندگی اولیه
پکسون در شهر شمپین، ایلینوی به دنیا آمد. او از دانشگاه میزوری با مدرک لیسانس تئاتر فارغ التحصیل شد. او مقام دوم آموزش بازیگری را شهر شیکاگو، ایلینوی دریافت کرده و در چند اجرای تئاتر نیز شرکت کرد.

## فیلم
فیلم‌ :
- نجات آقای بنکس
- فرزندان[۴]
- فرزندان ۲
- فرزندان ۳

سریال  (بازیگر مهمان) :
- قواعد نامزدی
- نمایش درو کری
- سی‌اس‌آی
- جوئی